# Taça Internacional Cidade Maravilhosa de Beach Soccer
Taça Internacional Cidade Maravilhosa de Beach Soccer, ou Taça Intercontinental Cidade Maravilhosa de Beach Soccer, também conhecido por Torneio Internacional Cidade Maravilhosa de Beach Soccer ou ainda Torneio Intercontinental Cidade Maravilhosa de Beach Soccer foi um torneio internacional interclubes de beach soccer, tanto masculino quanto feminino, disputado de 13 a 18 de Novembro de 2012 na Arena de Beach Soccer Maestro Júnior. A competição fez parte da comemoração dos 117 de fundação do Clube de Regatas do Flamengo.
Tanto no masculino quanto no feminino, o Flamengo sagrou-se campeão.

## Torneio Masculino

### Equipes Participantes
O torneio masculino contou com a participação de quatro equipes brasileiras e oito estrangeiras.
- Flamengo
- Botafogo
- América
- Porto
- Tijuana
- Spartak Moscow
- Inter de Milão
- Ajax

### Chaveamento
Grupo A
- Flamengo
- América
- Spartak Moscow
- FC Porto.

Grupo B
- Botafogo
- Tijuana
- Inter de Milão
- Ajax

### Resultados
- Disputa 7º lugar: América 5 x 4 Tijuana[4]
- Disputa 5º lugar: Spartak Moscow 10 x 0 Ajax[4]
- 1ª semifinal: Flamengo 3 x 2 Botafogo[4]
- 2ª semifinal: Inter de Milão 3 x 8 Porto[4]
- Finalíssima: Flamengo 7 x 2 Porto[5]

## Torneio Feminino

### Equipes Participantes
- Flamengo
- Tijuana
- UFL Soccer
- Quebec B
- Geração Sports
- Botafogo,
- Porto (Portugal) e
- Quebec A (CAN)

### Chaveamento
Grupo A
- Flamengo
- Tijuana
- UFL Soccer
- Quebec B

Grupo B
- Geração Sports
- Botafogo,
- Porto (Portugal) e
- Quebec A (CAN)

### Resultados
- Disputa 5º lugar: EUA x Tijuana[4]
- 1a Semifinal: Flamengo x Porto
- 2ª semifinal: Geração 4 x 5 Botafogo[4]
- Final: Flamengo 2 x 2 Botafogo (Flamengo sagrou-se campeão por ter melhor saldo de gols.)